# ۲٬۶-اسید پیریدن دی کربوتیوئیک
۲٬۶-اسید پیریدن دی کربوتیوئیک (به انگلیسی: 2,6-Pyridinedicarbothioic acid) یک ترکیب شیمیایی با شناسه پاب‌کم ۲۵۲۰۲۶۶۲ است. شکل ظاهری این ترکیب، جامد بلوری سفید است.